# Rusizi
Rusizi é um distrito (akarere) na Província do Oeste, em Ruanda. Sua capital é Cyangugu, a maior cidade do sudoeste do Ruanda, O distrito contém grande parte da antiga Província de Cyangugu.

## Geografia, flora e fauna
O distrito situa-se no extremo sul do Lago Kivu, onde desagua no rio Rusizi (depois que o distrito é nameado). A capital de Rusizi, Cyangugu, é uma das três grandes lake ports ruandês do lago Kivu (juntamente com a Kibuye e Gisenyi) e é contíguo com a muito maior congolesa cidade de Bukavu. O distrito também contém a metade ocidental da Floresta Nyungwe, um popular destino turístico, sendo uma das últimas áreas florestais do Ruanda e habitat para muitos chimpanzés e outras espécies de primatas.

## Setores
O distrito de Rusizi é dividido em 18 setores (imirenge): Bugarama, Butare, Bweyeye, Gikundamvura, Gashonga, Giheke, Gihundwe, Gitambi, Kamembe, Muganza, Mururu, Nkanka, Nkombo, Nkungu, Nyakabuye, Nyakarenzo, Nzahaha, Rwimbogo.